# Йожи, Дьёрдь
Дьёрдь Йожи (венг. Józsi György; 31 января 1981, Залаэгерсег, Венгрия) — венгерский футболист, полузащитник, экс-капитан футбольного клуба «Ференцварош».

## Карьера
Дьёрдь Йожи — венгерский футболист, родился в Залаэгерсеге. В одноименном клубе начал профессиональную карьеру в 2000 году.
В составе «Залаэгерсега» полузащитник провел 101 матч и забил 19 мячей. Покинув команду в 2007 году, Йожи присоединился к «Дьёру». С 2010 года выступал за самый именитый клуб страны «Ференцварош», где получил капитанскую повязку.
В сезоне 2014/15 Йожи играл за «Дунайварош», где и завершил карьеру.

## Достижения
- Чемпион Венгрии: 2002
- Серебряный призёр чемпионата Чехии :   2005
- Третий призёр чемпионата Венгрии  :   2008
- Обладатель Кубка Лиги Венгрии: 2013